# Noemi (biblická postava)

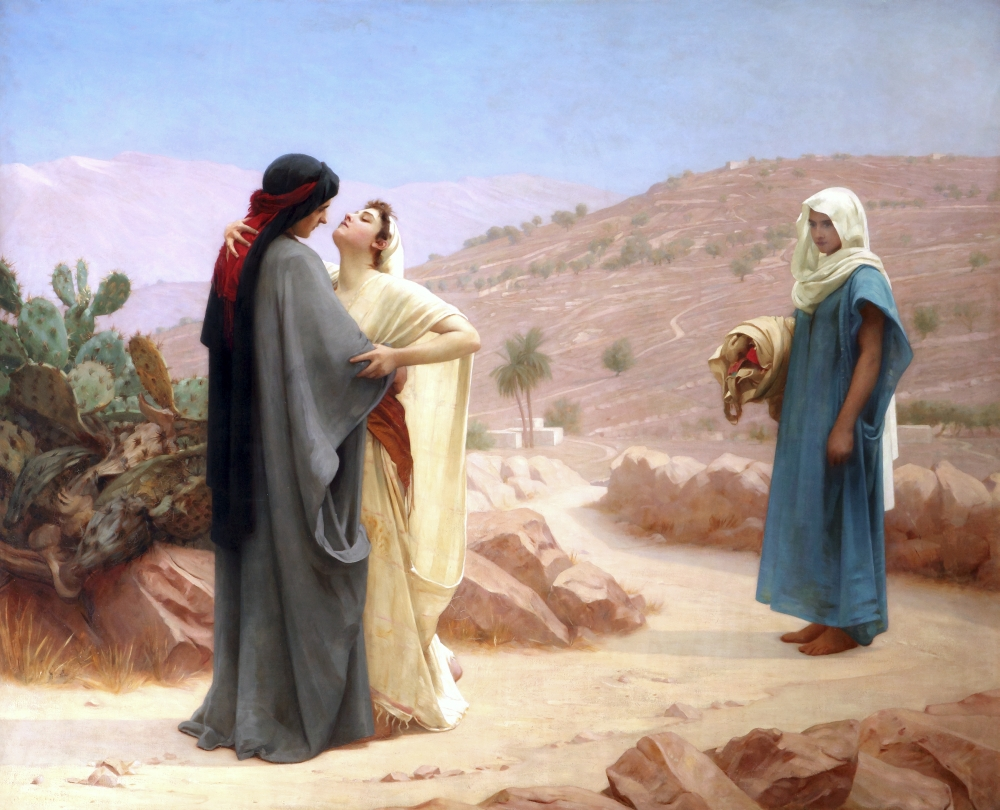
Bóaz, Rút a Noemi na obraze Philipa H. Calderona (1886)

Noemi (hebrejsky נָעֳמִי‎, Na'omi), v českých překladech Bible přepisováno též jako Noémi, je jméno ženské postavy, o níž pojednává kniha Rút. Její jméno se vykládá jako „Má líbeznost“.

## Noemin příběh podle knihy Rút
Noemi žila v době starozákonních soudců Izraele. Se svým mužem Elímelechem a syny Machlónem a Kiljónem bydlela v Betlémě. Když nastal v zemi hlad, odstěhovala se společně s manželem a syny do moábské země. Tam zemřel její muž a její synové se oženili s Moábkami Orpou a Rút, s nimiž měla Noemi dobré vztahy. Do deseti let však zemřeli i Noemini synové a Noemi začala pomýšlet na návrat do judského Betléma. Vyzvala proto své snachy, aby odešly do domů svých matek a znovu se provdaly. I když zpočátku obě snachy o návrhu Noemi nechtěly ani slyšet, Orpa nakonec od Noemi odešla. Rút ale trvala na svém a odmítla Noemi opustit. Společně tedy odcestovaly z Moábu a do Betléma dorazily zrovna v době sklizně ječmene. Aby si zajistily obživu, Rút vyšla na pole paběrkovat a shodou okolností právě na pole Bóaze, Noemina příbuzného z manželovy strany. Ten si všiml její pracovitosti a také uctivosti, kterou projevovala nejen ke své tchyni, ale také k Tóře a izraelskému lidu. Když Noemi viděla, jak Bóaz po celou dobu sklizně projevuje její snaše zvláštní přízeň, dopomohla k tomu, aby Rút s Bóazem uzavřela levirátní sňatek. Z tohoto svazku vzešel potomek Obéd, jemuž se Noemi stala chůvou. Obéd později zplodil Jišaje a Jišaj zplodil Davida, jenž se stal izraelským králem.